# Великий Сіткін
Великий Сіткін  (англ. Great Sitkin Island, алеут. Sitx̑nax̑) — вулканічний острів у групі Андреянівських островів, (Алеутські острови, Аляска). Острів площею 160 км² (довжина 18 км, ширина 16,94 км) знаходиться між островами Адак та Атка. У північній частині острова знаходиться вулкан Великий Сіткін висотою 1740 м.

## Історія
Острів Великий Сіткін був місцем заправки літаків під час Другої Світової війни. Військово-морська станція Сенд-Бей, будівництво якої було завершено 15 травня 1943 року, містила до 680 осіб і складалася з 26 цистерн для мазуту, трьох цистерн на 6000 барелів, 22 цистерн на 10 000 барелів і однієї цистерни на 15 000 барелів і була оточена бермами на випадок нападу або розливу. Станом на 1949 рік військово-морська база мала лише близько 10 людей, які підтримували її, і вона діяла до 1963 року, а залишки нафтових резервуарів все ще знаходяться на острові та становлять небезпеку для навколишнього середовища. Починаючи з 2021 року, досліджували доцільність очищення залишків забруднюючих речовин з бази.
24 вересня 1959 року на острові через помилку пілота розбився літак Douglas DC-4 з 5 членами екіпажу та 11 пасажирами (ніхто не вижив). Подібна трагедія сталася 11 жовтня 1973 року з літаком Douglas DC-6. Загинули 11 членів команди та усі пасажири.
26 жовтня 1965 року судно Liberty Ship Ekaterini G. (раніше Josiah G. Holland) сіло на мілину після того, як втратило гвинт у бурхливому морі. Усі члени екіпажу були врятовані, хоча двоє отримали поранення, а один, Сотиріс Мендрінос, пізніше помер від отриманих травм. Судно було оголошено повністю втраченим і залишається на мілині на західній стороні острова.
Останнє виверження вулкана Великий Сіткін почалося 26 травня 2021 року (за UTC), вибухове виверження тривало приблизно дві хвилини. Ефузивний потік лави почався лише наприкінці липня 2021 року.

## Геологія
У зв’язку з виверженням, яке почалося 26 травня 2021 року, дослідження задокументували просторово-часову міграцію активності землетрусу до і після виверження. Дослідження із сейсмічним зображенням швидкісної структури виявило два резервуари магми на різних глибинах і в різних місцях вулкана. Просторова і тимчасова міграція сейсмічності між північно-західним і південно-східним островом може бути пояснена чергуванням вивержень двох резервуарів.